# Arsenaal van Venetië

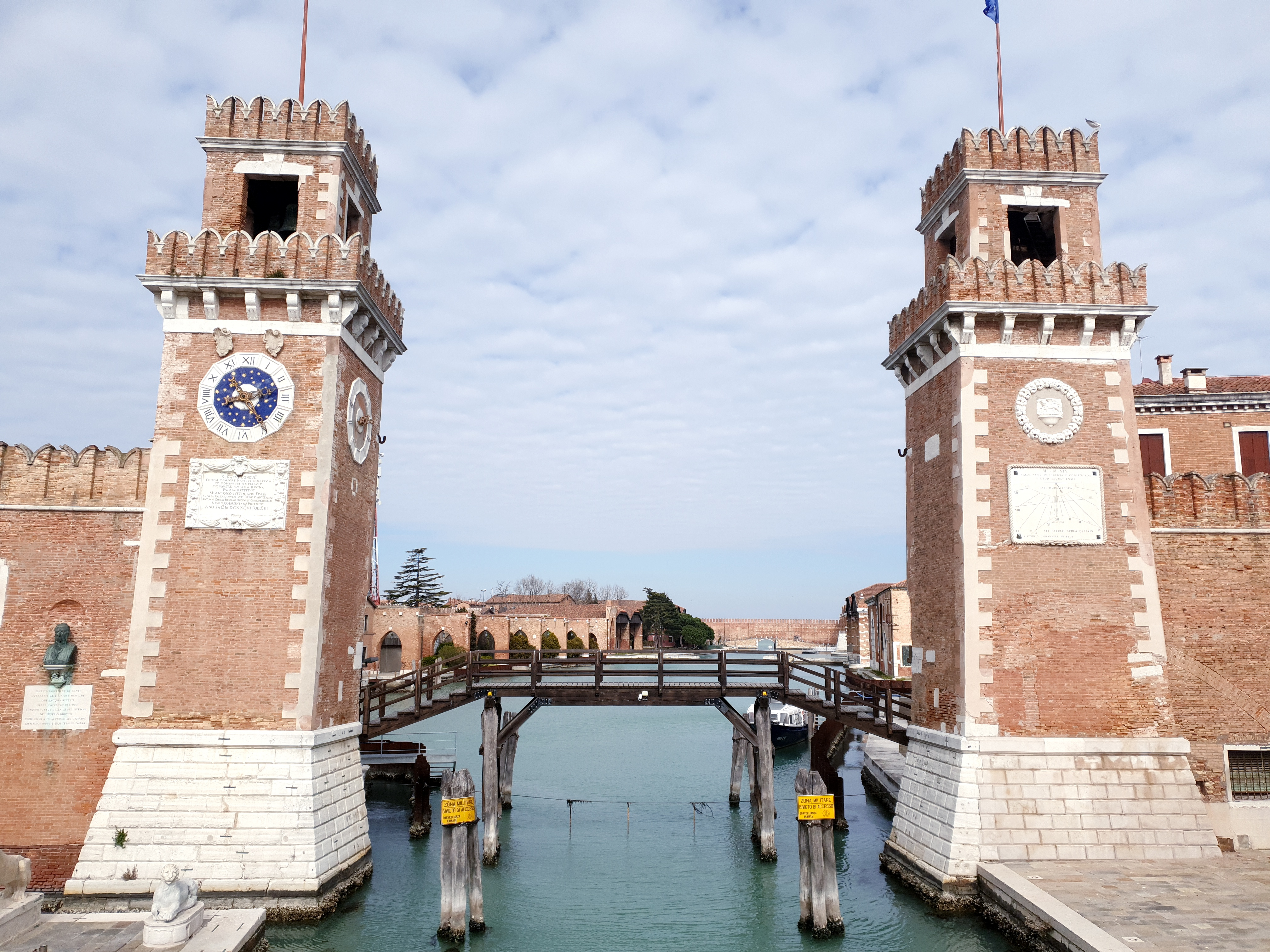
De Porta Magna van het Venetiaans Arsenaal.

Het Arsenaal van Venetië (Italiaans: Arsenale di Venezia) was een complex van door de staat beheerde scheepswerven, en wapen- en munitiedepots samengebracht op een punt in Venetië in het noorden van Italië.
Dit arsenaal was verantwoordelijk voor de zeemacht van de Republiek Venetië gedurende het grootste gedeelte van het tweede millennium na Christus. Het kan worden beschouwd als het eerste modern industriële complex door de opzet van de massaproductie met behulp van gestandaardiseerde en uitwisselbare onderdelen.

## Algemeen
Het Arsenaal is rond 1104 gebouwd in de periode van de opkomst van het Republiek Venetië, en in de veertiende eeuw verder uitgebouwd met het Arsenale Nuovo. Het uiteindelijke complex lag verspreid over een oppervlakte van ongeveer 45 hectare, ofwel over vijftien procent van Venetië. Het staat bekend als het grootste industriële complex van Europa voorafgaand aan de industriële revolutie. Het complex is gelegen in het district Castello van Venetië. Het is omgeven door een wal van 3,2 km.
In het arsenaal waren scheepsbouwers en andere arbeiders werkzaam met de bouw van nieuwe schepen, het periodiek scheepsonderhoud, en het uitrusten van schepen die uit de haven van de stad vertrokken. Door hoge muren van het publiek afgeschermd en met bewakers rondom, werden er in het Arsenaal op allerlei plaatsen scheepsonderdelen vervaardigd, die op andere plaatsen werden samengebouwd tot scheepsromp, die weer verder uitgerust werd met zaken als touwwerk, tuigage, en munitie. De totale bouwtijd van een galei bedroeg normaal acht maanden. Bij een bijzondere gelegenheid was er eens binnen één dag een schip opgebouwd. De schepen in het Arsenaal werden in serie gebouwd langs een productielijn, waarbij er allerlei ploegen naast elkaar aan verschillende schepen tegelijkertijd werkten. Zodoende kon in het Arsenaal in zijn hoogtijdagen zeven schepen per maand opleveren. Het Arsenaal had het exclusieve kaprecht in een bos in de Montello heuvels in Veneto, waarmee in de eigen houtbehoefte kon worden voorzien.

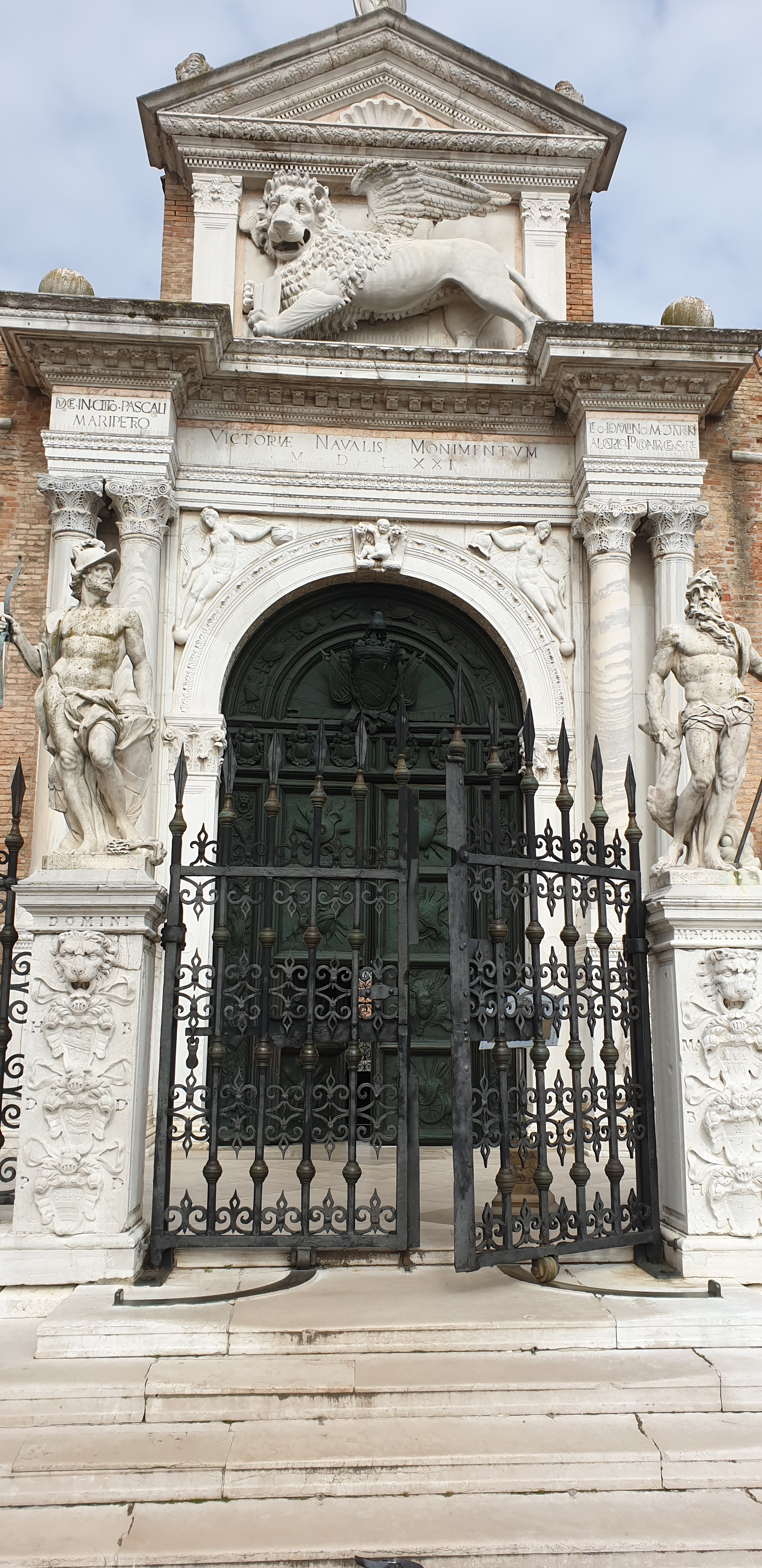
Ingang van het arsenaal

Het Arsenaal produceerde het merendeel van de koopvaardijschepen van Venetië, die de stad veel economische macht en rijkdom opleverden. Dit duurde tot de val van de republiek met de verovering van het gebied door Napoleon in 1797. Tegenwoordig is het Arsenaal eigendom van de staat.

## Geschiedenis

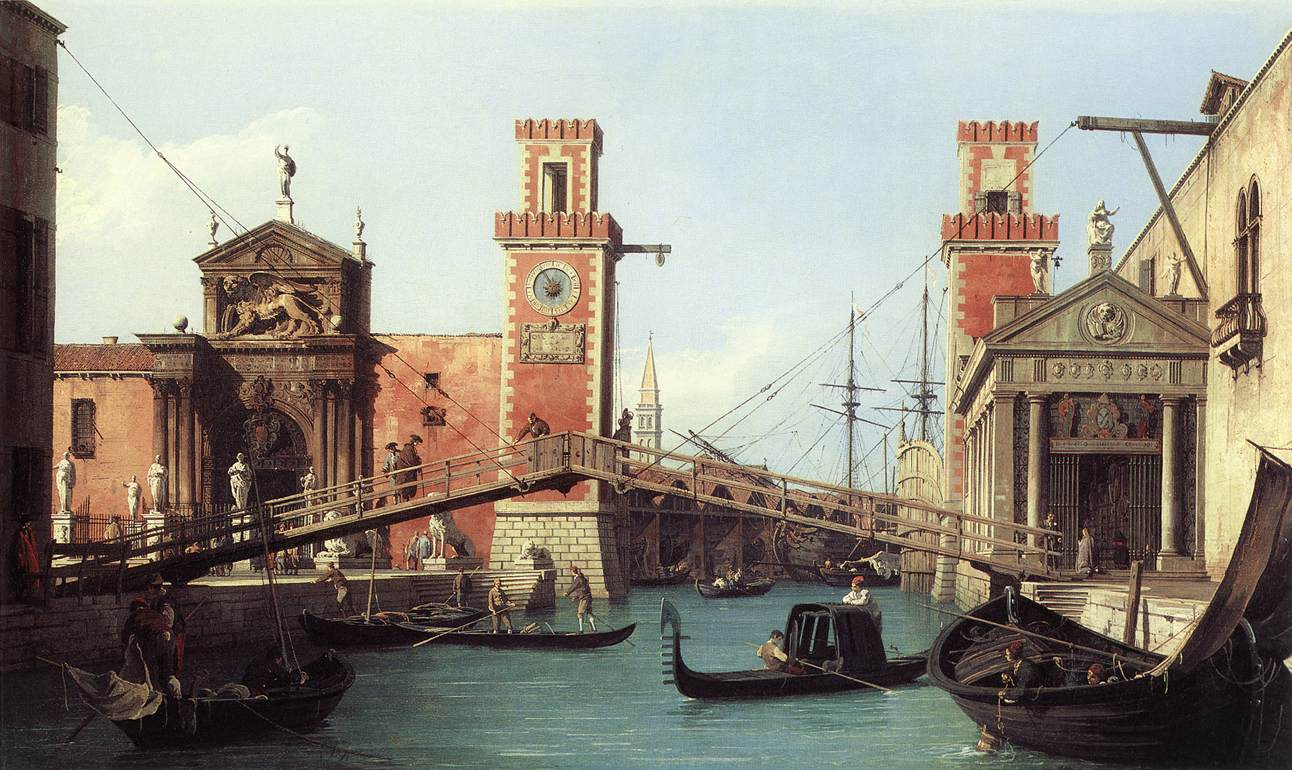
Uitzicht op de Porta Magna van het Arsenaal van Canaletto, 1732.

De inrichting van het Arsenaal in Byzantijnse stijl herbergt elementen uit de achtste eeuw, maar de huidige structuur is opgezet vanaf begin 12e eeuw tijdens het bewind van Ordelafo Faliero. Een precieze datum van de bouw is niet bekend, maar het was het begin van de dertiende eeuw gereed en operationeel. Aanvankelijk werden er op de scheepswerf alleen particuliere schepen onderhouden.
In 1320 begon in staatsbeheer de bouw van het Arsenale Nuovo, veel groter dan het origineel. Hiermee kon de vloot worden voorzien van grotere koopvaardijschepen, die op één plaats kon worden gebouwd en onderhouden. Het nieuwe arsenaal werd tevens een belangrijk centrum voor touwproductie. De huisvesting voor de werknemers van het arsenaal ontwikkelde zich net buiten de muren.
In Venetië werd een nieuwe methode ontwikkeld voor de productie van oorlogsschepen in serie, die was gebaseerd op de spant-eerst-methode (Engels frame-first construction technique) ter vervanging van de Romeinse scheepsromp-eerst-praktijk (Engels romp-first). Dit nieuwe systeem was veel sneller en vereiste minder hout. Op haar hoogtepunt begin zestiende eeuw waren er bij het Arsenaal zo'n 16.000 mensen in dienst. Het productiesysteem was in staat om elke dag een nieuw schip af te leveren, en een nieuwe galei uit te rusten met gestandaardiseerde onderdelen langs een productielijn, die daarna niet meer gezien werd tot aan de industriële revolutie.
De hoofdpoort van het Arsenaal, de Porta Magna, is gebouwd rond 1460 en geldt als de eerste neoclassicistisch bouwwerk in Venetië. Het is mogelijk gebouwd door Antonio Gambello naar een ontwerp van Jacopo Bellini. In 1687 zijn twee uit Griekenland geroofde leeuwen naast de poort geplaatst. Een van de leeuwen, bekend als de Leeuw van Pireas is befaamd om de inkepingen aangebracht door de Scandinavische barbaren, die in de twaalfde eeuw de Griekse haven belegerden.
In de laat-zestiende eeuw experimenteerden de scheepsontwerpers van het Arsenaal met grotere schepen als platform voor zware maritieme wapens. Uiterst imposant was de Galjas (Engels Galleass), een vrachtgalei die werd ingezet bij de slag bij Lepanto in 1571 tegen de Ottomaanse Turken. Het was voor zijn tijd enorm, aangedreven door zowel zeil als roeispanen, praktisch een drijvend fort, met kanonnen op rijdende dragers langs beide zijden in een moderne stijl. Het was echter traag en onhandelbaar in de strijd en daarom werden er ook maar enkele van gebouwd. Een ander door het Arsenaal ontwikkeld scheepstype was het galjoen, een bewapend koopvaardijschip. Dit schip was ook van waarde in belangrijke zeeslagen, maar niet in de smalle baaien van de Dalmatische kusten.
Significante delen van het Arsenaal waren onder de heerschappij van Napoleon vernietigd, maar later herbouwd om het huidige gebruik van het Arsenaal als marinebasis te faciliteren. Hierbij is in de eerste helft van de 19e eeuw ook een tweede ingang van zee gemaakt aan de oostzijde. Het wordt tegenwoordig tevens gebruikt als onderzoekscentrum, als expositieruimte ten tijde van de Biënnale van Venetië, en als werf voor het conserveren van historische schepen.

## Productietechniek en organisatie

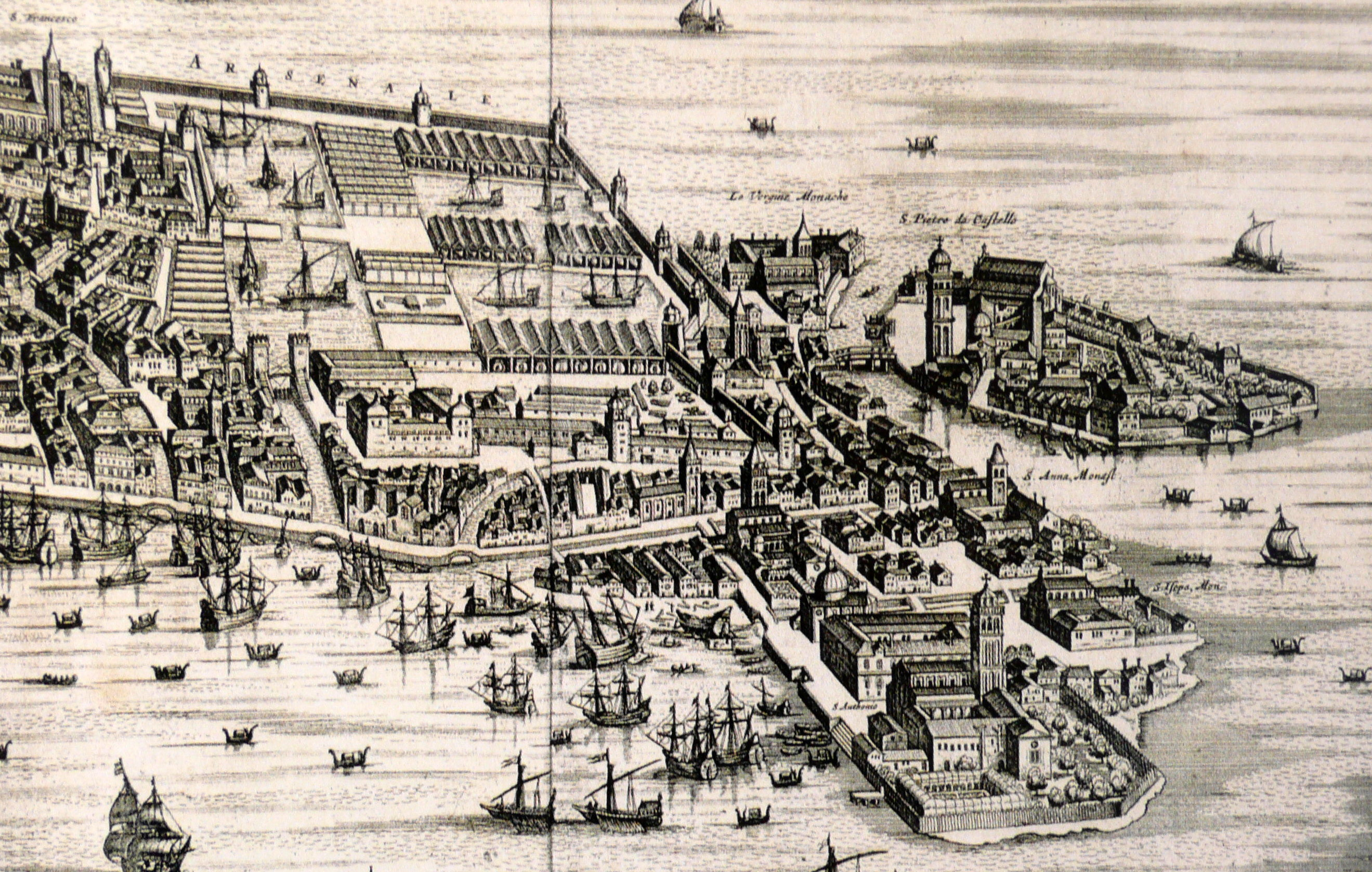
Overzicht van het arsenaal.

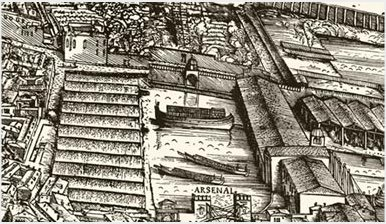
Inrichting van het arsenaal, detail van een kaart uit 1500

Het vermogen van het Venetiaanse Arsenaal om galeien in serie te produceren met een haast modern proces van lijnproductie was uniek voor zijn tijd, en resulteerde misschien wel in het grootste industriële complex in Europa voorafgaand aan de industriële revolutie. De verbazingwekkende productiefaciliteit van het Arsenaal was zeldzaam in een "tijd waarin het grootste deel van Europa geen efficiënter productiemogelijkheden bestonden, dan die van het gildewezen, een langzame en traditiegebonden wijze waarbij ambachtslieden hun vaardigheden doorgaven aan hun zonen of leerlingen en tegelijkertijd de productie en verkoop van ambachtelijke werkstukken monopoliseerden in een bepaalde regio. Het Arsenaal was iets anders, een voorbode van de toekomstige tijd." In dit opzicht althans, betekende het Arsenaal een enorme doorbraak in de mogelijkheid voor de massaproductie van onderdelen, of op zijn minst, van het produceren van artefacten op een schaal, die uniek was voor zijn tijd.
De scheepsbouwfaciliteiten zijn pas na 1320 bij het Arsenaal ondergebracht met de oplevering van het Arsenale Nuovo. De oppervlakte van het complex werd hierbij verdubbeld. Voor deze verbouwing waren er in het Arsenaal voornamelijk particuliere schepen onderhouden. Hierna werd het een door de staat beheerde scheepswerf, waar onderzoek en ontwikkeling plaatsvond. Een van die ontwikkelingen was spant-eerst-methode ofwel spantenmethode. Deze methode behoefde minder hout en was sneller te bouwen, dan de traditionele karveelbouw. Deze productiemethode kon ook beter worden opgedeeld in deelbewerkingen, wat uiteindelijk leidde tot de eerste massaproductie. Rond de 16e eeuw was het Arsenaal de efficiëntste en grootste scheepsbouwer ter wereld. Deze onderneming leverde niet alleen schepen, al het touwwerk aan boord, en andere nautische voorzieningen, maar het was ook een munitiedepot voor de Venetiaanse marine, en was in staat om een marineschip of koopvaardijschip volledig uit te rusten binnen één dag.
De productie was onderverdeeld in drie etappes: De skeletbouw, het aanbrengen van planken en cabines, en de eindassemblage. In iedere etappe werden gespecialiseerde vakmensen ingeschakeld. Veel van de onderdelen werden eerst voorgefabriceerd en waren gestandaardiseerd en uitwisselbaar ontworpen. Dit vereiste dat de onderdelen aan bepaalde toleranties moesten voldoen. In de hoogtijdagen waren er hierbij tot 100 galeien in verschillende stadia van opbouw en onderhoud in bewerking. De lay-out van Arsenaal was zo ingericht dat een minimum aan materiaalafhandeling nodig was. Bij het afbouwen en uitrusten van de schepen was ook een assemblagelijnsysteem ontwikkeld, waarbij een schip door een kanaal stapsgewijs langs de benodigde uitrusting werd gevoerd, in plaats van al het materiaal en arbeiders naar het schip. Dit opmerkelijke principe is sindsdien nooit meer toegepast totdat Henry Ford dit begin 20e eeuw weer opnieuw uitvond.

## Dante en het Arsenaal

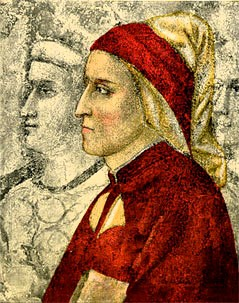
Dante Alighieri.

Begin 13e eeuw heeft Dante het Arsenaal van Venetië op verschillende gelegenheden bezocht, de laatste keer als in zijn functie als Ambassadeur van Ravenna. Zijn indruk van de onderhoudswerkzaamheden en de drukkende sfeer verwerkte hij in zijn De goddelijke komedie in het deel over Inferno (hel). Hij schreef daar:
| Origineel (Inferno Canto 21)                 | Vertaling: Frans van Dooren                      |
| -------------------------------------------- | ------------------------------------------------ |
| Quale ne l'arzanà de' Viniziani              | Zoals ’s winters in het arsenaal van Venetië     |
| bolle l'inverno la tenace pece               | taaie pek staat te koken om de gehavende         |
| a rimpalmare i legni lor non sani,           | schepen opnieuw te teren, aangezien ze dan       |
|                                              | toch niet kunnen varen — waarbij de één bezig is |
| ché navicar non ponno — in quella vece . . . | het hout van een boot te vernieuwen en de        |
| chi fa suo legno novo e chi ristoppa         | ander de zijkant breeuwt van een schuit die al   |
| le coste a quel che più vïaggi fece          | vele reizen achter de rug heeft, de één de boeg  |
|                                              | opkalefatert en de ander de achtersteven         |
| chi ribatte da proda e chi da poppa          | repareert, sommigen roeiriemen maken en          |
| altri fa remi e altri volge sarte            | anderen scheepstouwen vlechten, de één het       |
| chi terzeruolo e artimon rintoppa —          | reefje verstelt en de ander het bezaanszeil      |
|                                              | opknapt — zo kookte daar beneden, niet door      |
| tal, non per foco ma per divin' arte         | vuur maar door goddelijk kunnen, een dikke       |
| bollia là giuso una pegola spessa,           | pekmassa, die de oevers aan beide kanten         |
| che 'nviscava la ripa d'ogne parte.          | met een stroperige laag bedekte.                 |

## Galileo en het Arsenaal

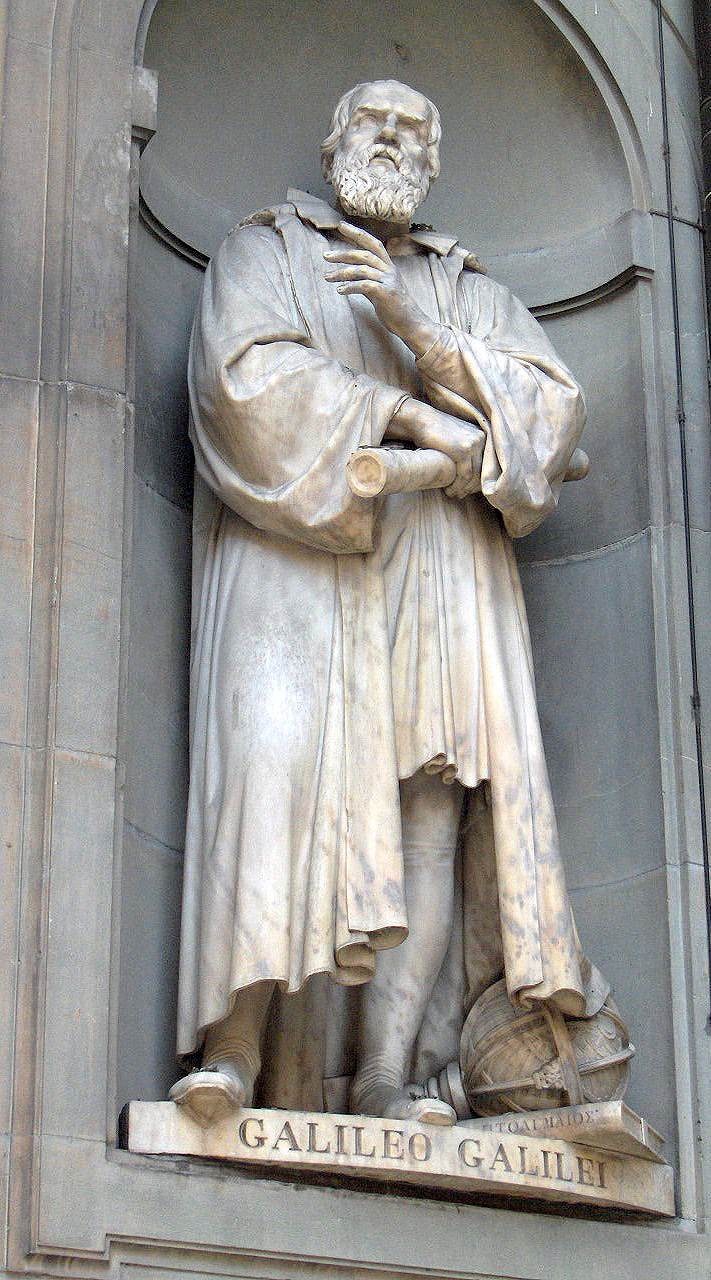
Standbeeld van Galileo.

In 1593 werd Galileo extern adviseur bij het Arsenaal en adviseerde hierbij militaire ingenieurs en instrumentmakers over problemen in de scheepsbouw met name op het gebied van de ballistiek. Hij was ook verantwoordelijk voor het creëren van een aantal belangrijke innovaties in de productie en logistiek van het Arsenaal. Als gevolg van zijn samenwerking met het Arsenaal publiceerde Galileo later in zijn leven een boek over de opzet van een nieuw gebied van de moderne wetenschap, dat betrekking heeft op de kracht en weerstand van materialen. Deze wetenschap had grotendeels haar wortels in de kennis van de scheepstimmerlieden van de Venetiaanse Arsenaal.
Er is ook verondersteld, dat Galileo's eerste bezoek aan het Arsenaal was ingegeven door zijn verlangen om het werk van Aristoteles op het gebied van scheepsbouw en navigatie nader te onderzoeken, met name de Mechanicavraagstukken van Aristoteles. Dit onderzoek voerde hij deels uit door het observeren van het werk van de scheepstimmerlieden. Hierbij werd Galileo gevraagd om te helpen bij het oplossen van een specifiek probleem met de roeisystematiek van de galeien. Als resultaat van zijn studie van Aristoteles, met name omtrent de probleemstelling van de voortstuwing van schepen door roeispaan, was Galileo in staat een antwoord op deze problematiek te formuleren. Deze uitkomst was een belangrijke bron van informatie voor de scheepsbouwers van de Arsenaal met betrekking tot zaken als roeien, instrumenten en ballistiek.

## De zeemacht van Venetië
De rijkdom en macht van Venetië berustte op haar vermogen om de handel in het Middellandse Zeegebied te beheersen. Dit zou niet mogelijk zijn geweest zonder een extreem grote marine en handelsgeest. Tegen 1450 waren er meer dan 3.000 Venetiaanse koopmansschepen in gebruik als transportschepen voor de Venetiaanse kooplieden en als oorlogsschepen voor de Venetiaanse marine. Dit was voor die tijd een buitengewoon groot aantal schepen, dat voortdurend onderhoud en uitrusting benodigde. De Venetiaanse Arsenaal was niet alleen in staat om te functioneren als een grote scheepswerf, maar was ook verantwoordelijk voor dit routinematige onderhoud, dat de meeste Venetiaanse galeien behoefden.
Al dit werk vereiste een grote som geld en de Venetiaanse overheid besteedde dan ook bijna 10% van zijn inkomen aan het Arsenaal. Dit resulteerde op zijn beurt in een zeemacht, die de overheersing van de Middellandse Zee-handel in stand hield. De voornaamste families van Venetië, vooral kooplieden en edellieden, waren verantwoordelijk voor het creëren van een aantal van de grootste paleizen, en maakten gebruik van een aantal van de beroemdste kunstenaars ooit. Deze weelde en rijkdom zou niet mogelijk zijn geweest zonder de zeemacht gebouwd door het Arsenaal. De inrichting van het Arsenaal met haar massaproductiecapaciteit zorgde ervoor dat "de vloten van Venetië de basis vormden voor de grootste commerciële macht die de Europese wereld ooit had gezien."